# Emma Knox
Emma Knox, född 2 mars 1978 i Dampier, är en australisk vattenpolomålvakt. Hon deltog i den olympiska vattenpoloturneringen i Peking där Australien tog brons. Knox spelade för klubblaget Melville Water Polo Club. Hennes OS-debut var i Aten 2004 där Australien kom på fjärde plats.